# Kaukasicher Waffen-Verband der SS
Le Kaukasicher Waffen-Verband der SS aussi connu sous le nom de Freiwilligen Brigade Nordkaukasien était un corps SS formé de Caucasiens (Arméniens, Géorgiens, Nord-Caucasiens et Azéris).

## Effectifs maximal
Novembre 1944 : 1525 hommes

## Ordre de bataille
SS-Waffengruppe Georgien
SS-Waffengruppe Aserbaidschan
SS-Waffengruppe Armenien
SS-Waffengruppe Nordkaukasus